# Paul S. Martin
Pour les articles homonymes, voir Paul Martin (homonymie) et Martin.

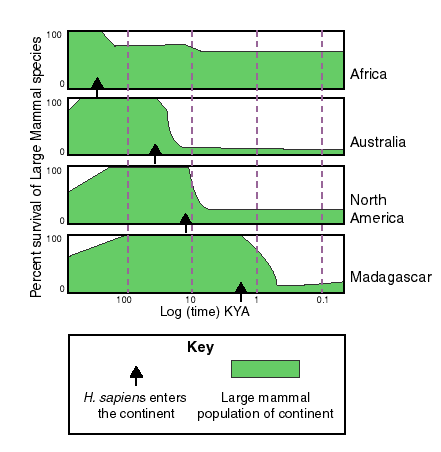
Extinction de la grande faune quaternaire (sur plusieurs continents), correspondant à l'apparition et - selon P.S Martin - induite par les actions des populations de chasseurs préhistoriques. La flèche noire marque l'arrivée de lHomo sapiens sur le continent

Paul S. Martin (né à Allentown, en Pennsylvanie, en 1928 et mort à Tucson, en Arizona, le 13 septembre 2010) est un spécialiste des géosciences à l'université d'Arizona. 

## Biographie
Il est notamment connu pour avoir développé la théorie de l'extinction de la mégafaune (grands mammifères, oiseaux géants et crocodiles géants..)  dans le monde entier au Pléistocène, à la suite de la chasse à outrance par les humains préhistoriques. 
Le travail de Martin a réuni les domaines de l'écologie, de l'anthropologie, des sciences de la Terre et de la paléontologie.